# Bodziszek kosmaty
Bodziszek kosmaty (Geranium molle L.) – gatunek rośliny z rodziny bodziszkowatych. Rodzimym obszarem jego występowania jest Europa, Afryka Północna oraz Azja Zachodnia, Kaukaz u i Indie, ale rozprzestrzenił się także w Australii, na Azorach i niektórych rejonach Afryki i Ameryki Północnej i Południowej. W Polsce jest niezbyt pospolitym archeofitem.

## Rozmieszczenie
Występuje w całej Europie. W Polsce zadomowiony, na całym niżu, antropofit.

## Morfologia

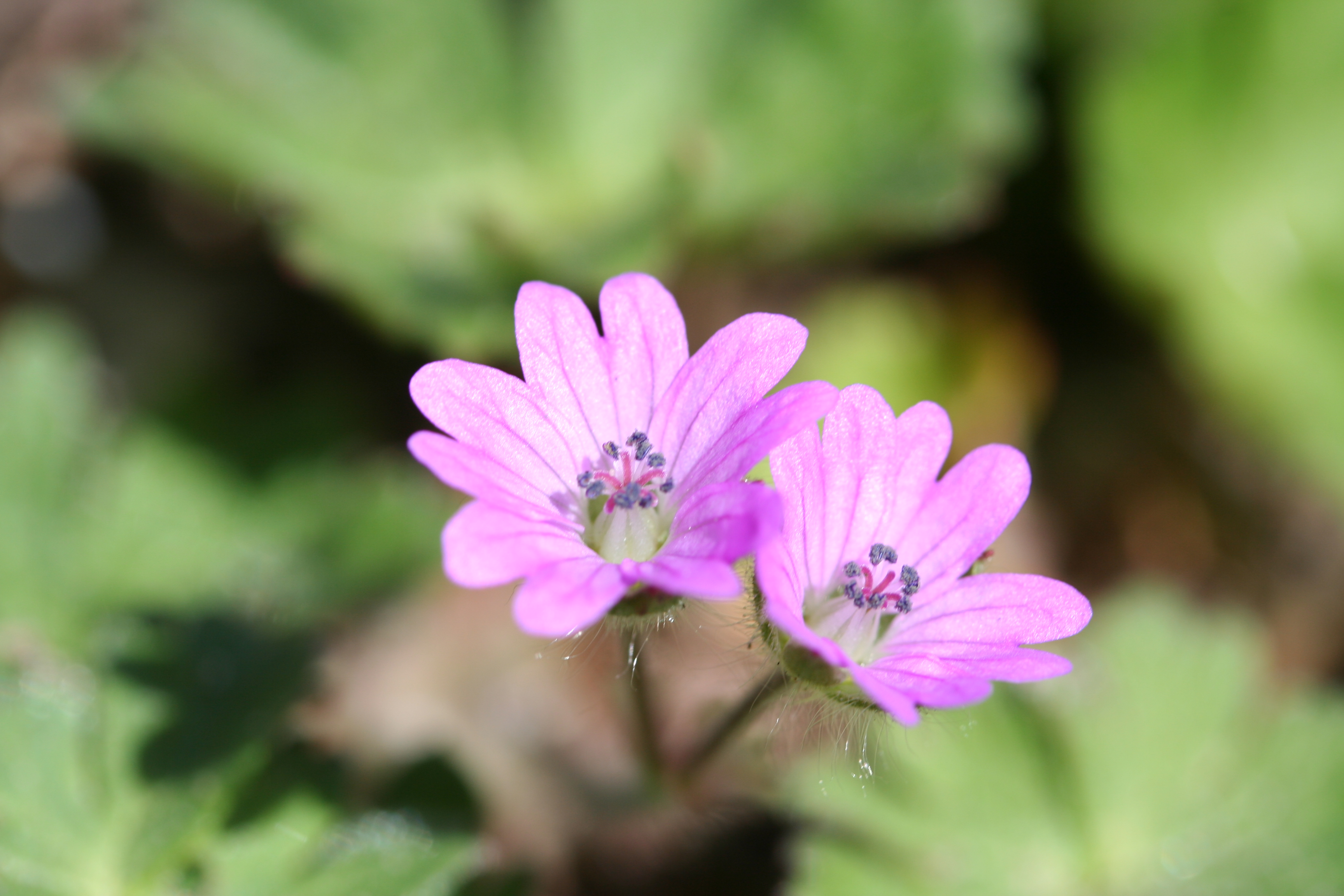
Kwiat

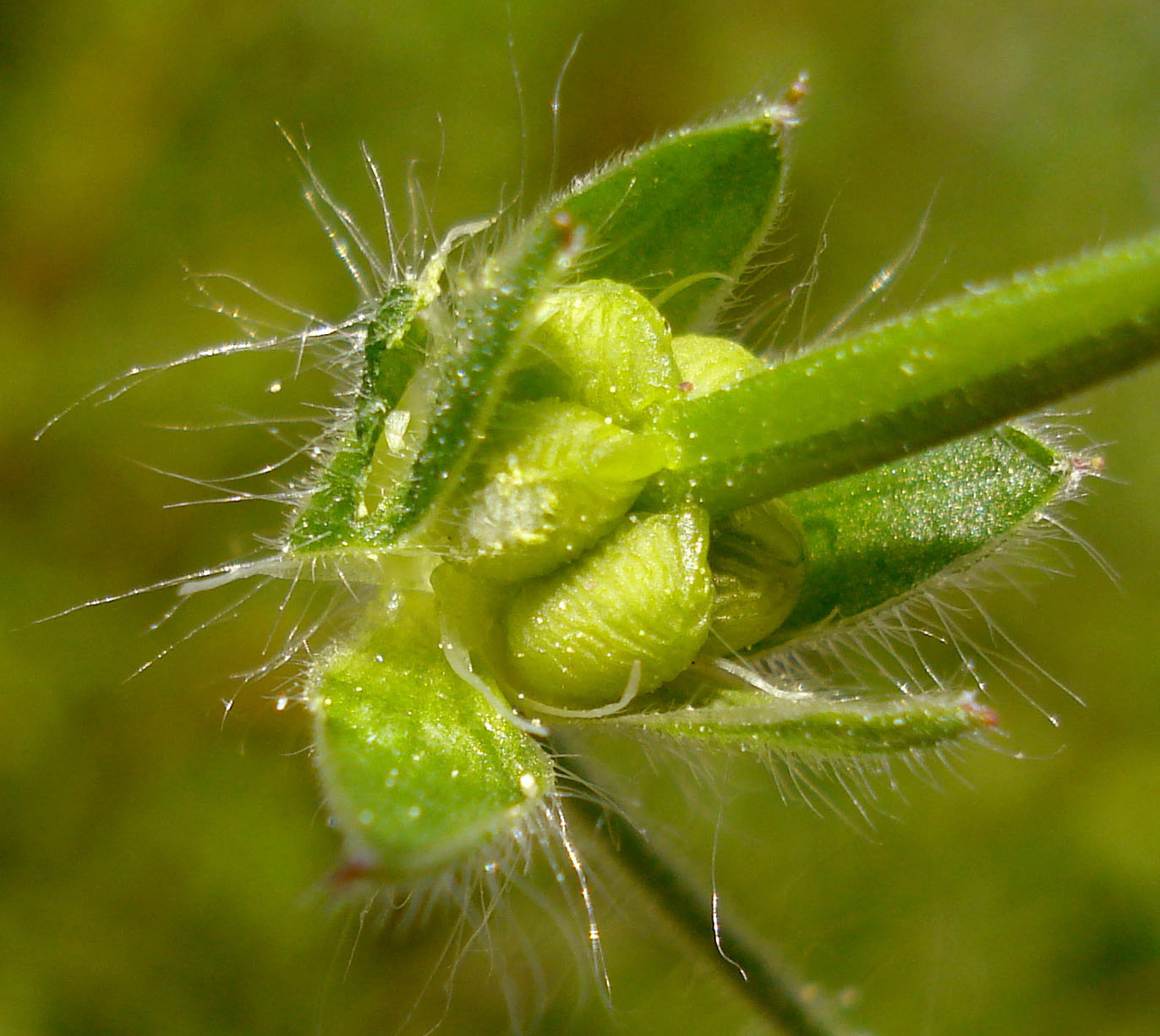
Owoc

ŁodygaPodnosząca się lub wzniesiona o wysokości od 10 do 30 cm, pokryta miękkimi włoskami.
LiścieZaokrąglone składające się z 7-9 listków, owłosione, dolne liście ogonkowe, górne siedzące.
KwiatyJasnoczerwone o średnicy ok. 1 cm. Kwitnie od maja do września.
OwoceRozłupnia

## Biologia i ekologia
Roślina jednoroczna. Rośnie na słonecznych, suchych wrzosowiskach, murawach na podłożu wapiennym, w rumowiskach.